# Gutle Rothschild

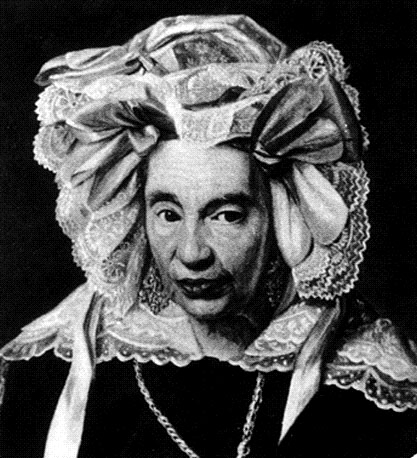
Gutle Rothschild (Moritz Daniel Oppenheim, 1836)

Gutle Rothschild (Frankfurt am Main, 23 augustus 1753 - aldaar, 7 mei 1849), née Schnapper, was de echtgenote van bankier Mayer Amschel Rothschild en stammoeder van het huis Rothschild.
Gutle Rothschild werd in 1753 geboren in de Judengasse, het Joodse getto van Frankfurt. Haar vader was een welgestelde koopman, wisselagent en hofleverancier. Op 17-jarige leeftijd werd ze uitgehuwelijkt aan Mayer Amschel Rothschild en kreeg ze een ruime bruidsschat mee, waardoor Rothschild zijn zaak kon uitbouwen. Gutle Rothschild kreeg 20 kinderen maar slechts de helft zou de meerderjarigheid bereiken. Haar vijf overlevende zonen werden allen bankier en haar vijf dochters huwden allen een bankier. Gutle Rothschild leefde nog 37 jaar na de dood van haar man en bleef de matriarch van de familie. Op zijn sterfbed vroeg haar man de kinderen om alle belangrijke beslissingen met haar te bespreken. Gutle Rothschild woonde haar hele leven in het familiehuis in het getto, waar tot aan haar dood alle huwelijken van de familie plaatsvonden. Ze stierf in 1849, op 95-jarige leeftijd.

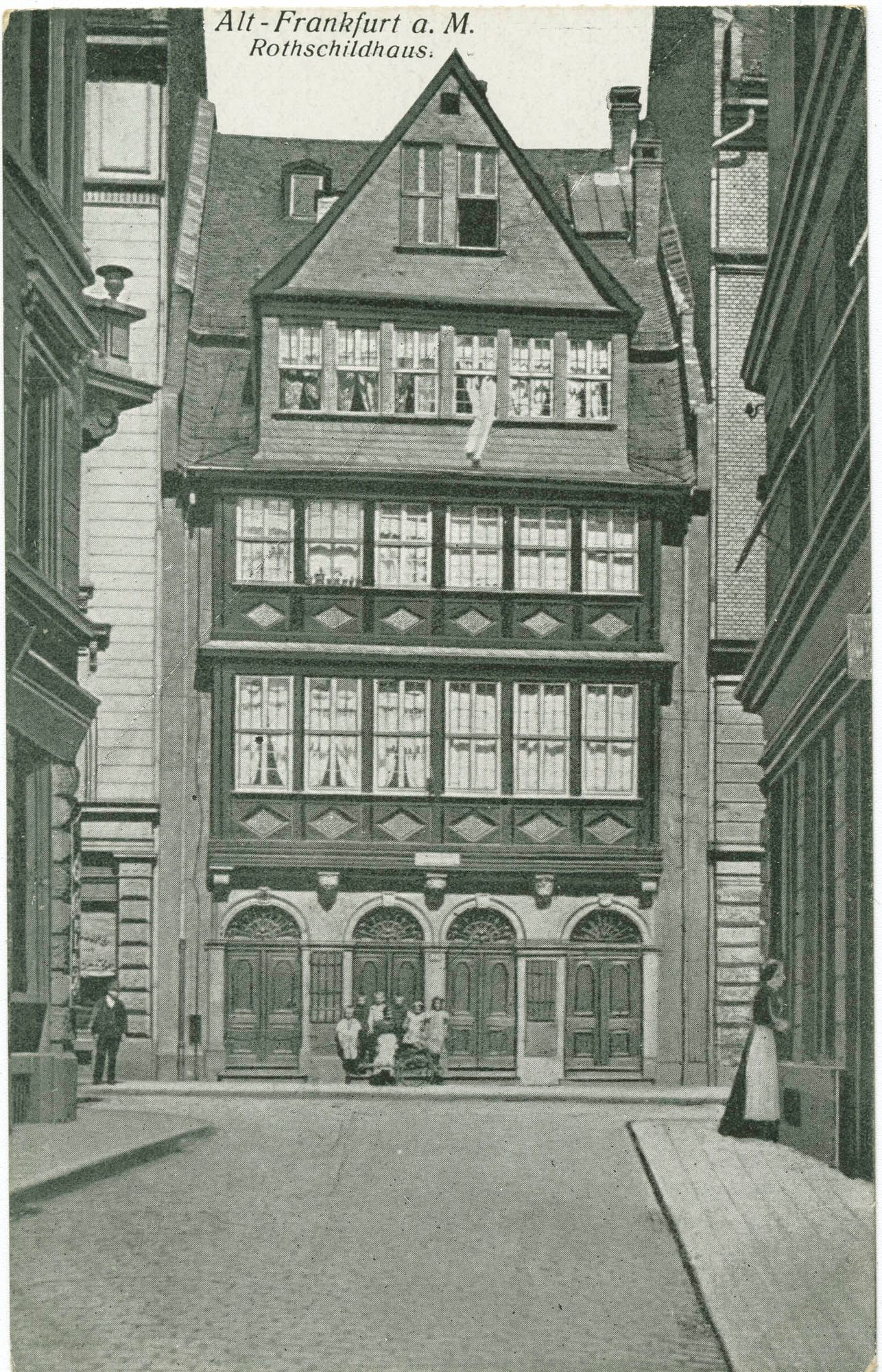
Familiehuis in de Judengasse
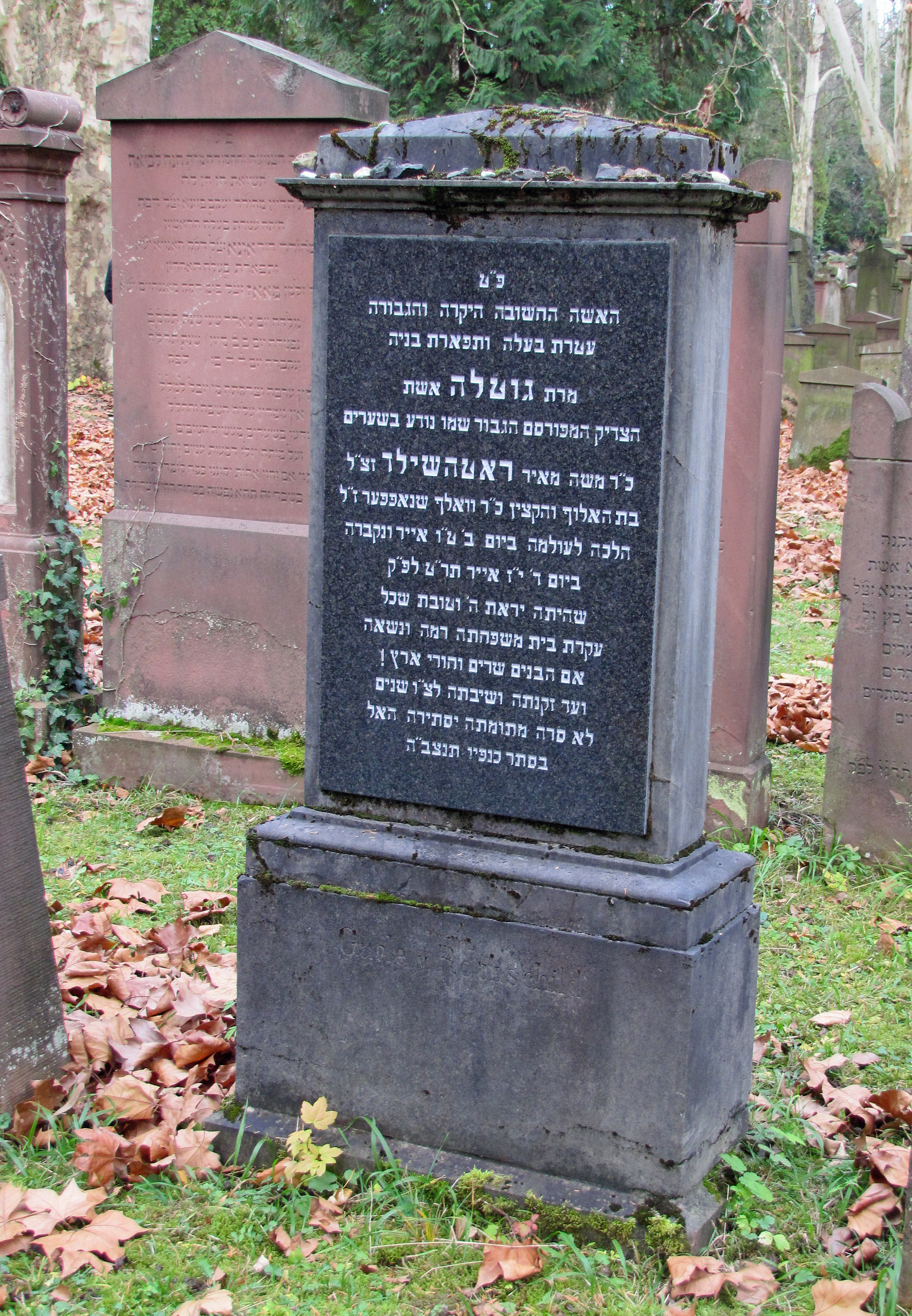
Graf in Frankfurt

- Gemeinsame Normdatei: 13967134X
- International Standard Name Identifier: 0000 0000 7289 4710
- Library of Congress Control Number: n2016012340
- Nationale Bibliotheek van Israël: 987007514957405171
- Virtual International Authority File: 102532087
- WorldCat: E39PBJyMb6XbfTm8qdhHjJqhHC